# 国際連合安全保障理事会決議1846
国際連合安全保障理事会決議1846（こくさいれんごうあんぜんほしょうりじかいけつぎ1846、英: United Nations Security Council Resolution 1846）は、2008年12月2日に国際連合安全保障理事会で採択されたソマリア情勢に関する決議。略称はUNSCR1846。

## 概要
国連安保理決議1846は、ソマリア沖の海賊行為の防止に向け、ソマリア領内（海上）で必要とされる「あらゆる措置を取ること」を初めて承認した決議で、海軍艦艇及び軍用機の派遣を加盟国に要請した前回の安保理決議1838号（2008年10月に採択）を強化したもの。海賊行為の防止に向けた措置についてその12ヶ月間の延長を決定した。同決議は全会一致で採択された。

## 解説
採択の同日に国連安保理が発表した報道資料によると、決議の内容は次の通り。
- 関連する国際法の下で海賊に関し公海上で許されている行為と矛盾しない方法で、同国領海内で海上における海賊行為及び武装強盗を制圧するために必要なあらゆる措置を講じることの承認
- 暫定連邦政府に協力する各国及び地域機関に対し、進展状況について9ヶ月以内に安全保障理事会及び事務総長に報告することの要請
- ソマリア監視グループ報告（2008年11月20日付）における海賊行為の活発化に身代金の高騰が貢献しているとの指摘に対する懸念の表明
- 各国に対し、海運業・保険業・IMOと協力し、自国旗を掲げる船舶に同国沖航行時に攻撃またはその脅威にさらされた場合の回避・防衛に関する適切な助言・指針を与えることを要請
- 各国家及びIMOを含む関連機関に対し、同国沖海上及び近隣沿岸における沿岸・海上の安全確保のため同国及び近隣沿岸諸国へ技術的に支援することを要請
- 本決議による承認は同国の情勢に関してのみ適用されることを確認
- 慣習国際法の確立を求めるものではないことを強調
- 暫定連邦政府による承諾を伝える書簡（11月20日付）の受領によってこの承認は提供されることを確認
- 決議第1814号（2008）・第1816号（2008）・第1838号（2008）に従い同国沖の海賊と戦うためのカナダ・デンマーク・フランス・インド・オランダ･ロシア連邦・スペイン・英国・米国、地域機関・国際機関による措置、WFP船舶の護衛を含む同国沖の海賊と戦うための北大西洋条約機構（NATO）による決定、特に同国への人道支援物資を運ぶWFP海上輸送船及び他の脆弱な船舶を保護し、同国沖公海上における海賊行為及び武装強盗の活動を制圧するために2008年12月から12ヶ月海軍を展開するとのEUの決定（2008年11月10日付）を歓迎